# Луис Суарез (фудбалер, 1935)
Луис Суарез Мирамонтес (шп. Luis Suárez Miramontes; Коруња, 2. мај 1935 — Милано, 9. јул 2023) био је шпански фудбалер и фудбалски тренер. Играо је на позицији везног играча за Депортиво Коруњу, Барселону, Интер Милано, Сампдорију и репрезентацију Шпаније. Суарез се сматра једним од највећих шпанских фудбалера свих времена.
Надимак му је био Аркитекто (шп. El Arquitecto — „архитекта”). Године 1960. постао је једини играч рођен у Шпанији који је освојио Златну лопту. Четири године касније, 1964, помогао је Шпанији да освоји европско првенство.
Суарез је за Шпанију одиграо тридесет и две утакмице и постигао је четрнаест голова. Дебитовао је 30. јануара 1957. године у победи над Холандијом од 5 : 1 и представљао је Шпанију на светским првенствима 1962. и 1966. године. Последњу утакмицу за Шпанију одиграо је 1972. године.

## Галерија
- Суарез с миланским Интером на Сан Сиру 1960-их.
- Суарез је играо за Сампдорију почетком 1970-их.
- Плоча на галицијском језику испред Суарезовог родног места: „У овој кући је 2. маја 1935. године рођен Луис Суарез — архитекта фудбала.”

## Трофеји (као играч)
Барселона
- Ла лига : 1958/59, 1959/60.
- Куп Шпаније : 1957, 1958/59.
- Куп сајамских градова : 1955/58, 1958/60.
- Куп европских шампиона : финалиста 1960/61.

Интер
- Серија А : 1962/63, 1964/65, 1965/66.
- Куп европских шампиона : 1963/64, 1964/65.
- Интерконтинентални куп : 1964, 1965.

Шпанија
- Европско првенство : 1964.

Индивидуална признања
- Златна лопта : 1960. (сребрна лопта 1961, 1964, бронзана лопта 1965).
- Најбољи тим европског првенства : 1964.

## Трофеји (као тренер)
Шпанија до 21
- Европско првенство до 21 : 1986.